# Philippe Ariès
Philippe Ariès (Blois, 21 de julho de 1914 - Paris, 8 de fevereiro de 1984) foi um importante historiador e medievalista francês da família e infância, no estilo de Georges Duby. Ariès escreveu vários livros sobre a vida diária comum. Seu mais proeminente trabalho rendeu um brilhante estudo sobre a morte.

## Biografia
Ariès se considerava um "anarquista de direita". Inicialmente ele possuía relações próximas com a Action Française, mas com o passar do tempo se distanciou do movimento, passando a vê-lo como excessivamente autoritário - daí sua autodescrição como um "anarquista". Ariès, de modo semelhante, contribuiu com La Nation Française, uma revista monarquista. No entanto, ele também cooperou com muitos historiadores de esquerda e o fez especialmente em parceria com Michel Foucault, que escreveu seu obituário.
Durante sua vida, seu trabalho foi mais reconhecido nos países de língua inglesa do que na França. Ele é conhecido sobretudo por seu livro L’Enfant et la Vie Familiale sous l’Ancien Régime (1960), traduzido em Portugal como A Criança e a Vida Familiar no Antigo Regime e no Brasil de uma versão resumida (baseada na versão francesa abreviada de 1973) intitulado como História Social da Criança e da Família. Este livro ocupa lugar de destaque na história da infância, uma vez que foi essencialmente a primeira obra a tratar do assunto de forma abrangente. Até hoje, Philippe Ariès é visto como referência primária neste tema. É famosa a afirmação de que "na sociedade medieval, a ideia de infância não existia", o que foi, no entanto, uma tradução enganosa do francês sentiment ("sentimento") em "ideia". A tese central do livro é a de que as atitudes em relação às crianças foram progressivas e evoluíram no tempo juntamente com as mudanças econômicas e os avanços sociais, até quando a infância, enquanto conceito e elemento constitutivo da família, teria se consolidado no século XVII. Segundo o autor, pensava-se que as crianças eram frágeis demais para serem levadas em conta e que elas poderiam desaparecer a qualquer momento, no entanto ele tenta refutar essa alegação afirmando que as crianças eram consideradas adultos assim que pudessem viver sem a ajuda de suas mães, babás ou qualquer outra pessoa.
Ariès também é amplamente é conhecido pela monumental História da Vida Privada, coleção organizada em parceria com Georges Duby, publicada em 5 volumes, que apresenta uma análise do cotidiano ao longo da História Universal, em períodos históricos que vão desde o Império Romano até fins do século XX. Também é notória sua contribuição para o estabelecimento de um novo campo de estudos: a história das atitudes relativas à morte e ao morrer. Ele via a morte, assim como a infância, como uma construção social. Sua obra seminal neste âmbito é O Homem Diante da Morte, seu último grande trabalho, publicado no mesmo ano em que seu status como historiador fora finalmente reconhecido através de sua indicação à École des hautes études en sciences sociales (EHESS) para o cargo de directeur d'études.

## Crítica deA Criança e a Vida Familiar no Antigo Regime
No meio acadêmico, A Criança e a Vida Familiar no Antigo Regime teve uma recepção heterogênea. A contribuição de Ariès foi profundamente significante tanto no entendimento a infância como uma construção social, ao invés de um simples fato biológico, quanto na fundação da história da infância como uma área de pesquisa rigorosa. Por outro lado, sua concepção de infância como um produto da modernidade foi amplamente criticada.
Houve críticas generalizadas aos métodos que Ariès usou para tirar suas conclusões sobre o papel da infância no início da Europa moderna. Um de seus críticos mais notáveis foi o historiador Geoffrey Elton. A principal crítica de Elton a Ariès é parafraseada no livro de Richard J. Evans sobre historiografia, In Defense of History : "...na vida quotidiana as crianças vestiam-se de fato de forma diferente dos adultos; eles eram apenas colocados em roupas de adulto para ter seus retratos pintados.". Isso quer dizer que Ariès tomou os primeiros retratos modernos como uma representação precisa da aparência das primeiras famílias modernas, enquanto muitos clientes os usavam para melhorar seu status.
A afirmação de que o mundo medieval ignorava a infância sofreu considerável ataque de outros escritores.

Outras críticas a Ariès são encontradas em um artigo de 1992 de Harry Hendrick para o Journal of the Economic History Society. Dentro do artigo, intitulado "Children and Childhood", Hendrick lista quatro críticas à obra de Ariès:
"Primeiro que seus dados não são representativos ou não são confiáveis. Em segundo lugar, que ele extrai a evidência fora do contexto, confunde prescrição com prática e usa exemplos atípicos. Em terceiro lugar, que ele nega implicitamente a imutabilidade das necessidades especiais das crianças, para alimentação, vestuário, abrigo, afeto e conversação. Em quarto lugar, que ele coloca ênfase indevida no trabalho de moralistas e educadores, ao mesmo tempo em que fala pouco sobre fatores econômicos e políticos."

## Obra
- 1943. Les Traditions sociales dans les pays de France, Éditions de la Nouvelle France.
- 1948. Histoire des populations françaises et de leurs attitudes devant la vie depuis le XVIIIe, Self.
- 1949. Attitudes devant la vie et devant la mort du XVIIe au XIXe, quelques aspects de leurs variations, INED.
- 1953. Sur les origines de la contraception en France, de Population 3 (julho–setembro): p. 465–72.
- 1954. Le Temps de l'histoire, Éditions du Rocher.
- 1954. Deux contributions à l'histoire des pratiques contraceptives, de Population 4 (outubro–dezembro): p. 683–98.
- 1960. L'Enfant et la vie familiale sous l'Ancien Régime, Plon.
- 1975. Essais sur l'histoire de la mort en Occident: du Moyen Âge à nos jours, Seuil.
- 1977. L'Homme devant la mort, Seuil.
- 1980. Un historien du dimanche (com Michel Winock), Seuil.
- 1983. Images de l'homme devant la mort, Seuil.
- 1985–1987. Histoire de la vie privée, (with Georges Duby), 5 volumes: I. De l'Empire romain à l'an mil; II. De l'Europe féodale à la Renaissance; III. De la Renaissance aux Lumières; IV. De la Révolution à la Grande guerre; V. De la Première Guerre mondiale à nos jours, Seuil.
- 1993. Essais de mémoire: 1943–1983, Seuil.
- 1997. Le présent quotidien, 1955–1966, Seuil. Coletânea de artigos publicados na La Nation française entre 1955 e 1966.
- 2001. Histoire de la vie privée, (com Georges Duby), le Grand livre du mois.